# La Grande Muraille (film, 2016)
Pour les articles homonymes, voir La Grande Muraille.
Pour plus de détails, voir Fiche technique et Distribution.
La Grande Muraille (en anglais : The Great Wall ou en chinois traditionnel : 長城 ; pinyin : Cháng Chéng) est un film fantastique américano-chinois réalisé par Zhang Yimou, sorti en 2016.

## Synopsis
Chine impériale, durant la dynastie Song. Deux mercenaires européens à la recherche de la poudre noire, William et Tovar, fuient des pillards et des monstres lorsqu'ils tombent nez à nez avec le plus grand dispositif défensif de tous les temps : la grande muraille de Chine, défendue par la plus grande armée de l'époque, l'Ordre Sans Nom. Interrogés sur les monstres qui les ont poursuivis, ils apprennent que ceux-ci étaient des éclaireurs pour la plus terrible menace à laquelle l'humanité ait eu à faire face : les Taotie, créatures voraces et incarnations même de la gloutonnerie, en quête perpétuelle de populations humaines à chasser. Seule la Grand Muraille et son armée ont été en mesure de les repousser jusqu'à présent ; mais si jamais ils parvenaient à franchir cette ultime défense, rien ne les empêcherait plus de se répandre sur le monde et d'exterminer l'espèce humaine. Face à cette apocalypse imminente, William va devoir trouver l'héroïsme qui sommeille en lui et combattre pour la survie de l'humanité.

## Fiche technique
Sauf indication contraire, les informations mentionnées dans cette section peuvent être confirmées par la base de données cinématographiques IMDb,  présente dans la section « Liens externes ».
- Titre français : La Grande Muraille
- Titre original américain : The Great Wall
- Titre original chinois : 長城
- Réalisation : Zhang Yimou
- Scénario : Tony Gilroy, Carlo Bernard et Doug Miro, d'après une histoire de Max Brooks, Marshall Herskovitz et Edward Zwick
- Direction artistique : Helen Jarvis
- Décors : John Myhre
- Costumes : Mayes C. Rubeo
- Photographie : Stuart Dryburgh
- Montage : Mary Jo Markey et Craig Wood
- Musique : Ramin Djawadi
- Production : Jon Jashni, Peter Loehr, Charles Roven et Thomas Tull

Producteurs délégués : Alex Gartner, La Peikang, Jillian Share, E. Bennett Walsh et Zhang Zhao
Coproducteurs : Yong Er, Eric Hedayat et Alex Hedlund
- Sociétés de production : Legendary East, Atlas Entertainment, Kava Productions, Le Vision Pictures avec la participation de China Film Group Corporation, en association avec la SOFICA Cofimage 28
- Sociétés de distribution : China Film Group Corporation (Chine), Universal Pictures (États-Unis), Universal Pictures International France (France)
- Budget : 150 000 000 $
- Pays de production :  États-Unis,  Chine
- Langues originales : anglais, mandarin
- Format : couleur
- Genre : fantastique
- Durée : 103 minutes (dont 12 minutes de générique de fin)
- Dates de sortie[1] :
  - Chine : 16 décembre 2016
  - France : 11 janvier 2017
  - Belgique : 18 janvier 2017
  - États-Unis : 17 février 2017

## Distribution
- Matt Damon (VF : Damien Boisseau ; VQ : Gilbert Lachance) : William Garin
- Jing Tian (VF : Ludivine Maffren ; VQ : Aurélie Morgane) : Commandante Lin Mae
- Willem Dafoe (VF : Dominique Collignon-Maurin ; VQ : Sylvain Hétu) : Ballard
- Andy Lau (VF : William Coryn ; VQ : Antoine Durand) : Stratège Wang
- Pedro Pascal (VF : Loïc Houdré ; VQ : Frédérik Zacharek) : Pero Tovar
- Hanyu Zhang (VF : Sylvain Agaësse ; VQ : François Sasseville) : Général Shao
- Lu Han : Peng Yong, jeune fantassin
- Kenny Lin (en) : Commandant Chen, commandant des archers
- Eddie Peng (VF : Valentin Merlet) : Commandant Wu, commandant des ingénieurs
- Xuan Huang (zh) : Commandant Deng, commandant de l'infanterie
- Wang Junkai (VF : Gabriel Bismuth-Bienaimé) : Empereur de Chine
- Cheney Chen (en) : Commandant de la Garde Impériale
- Zheng Kai (en) (VF : Jim Redler) : Émissaire Chen du Palais impérial
- Yu Xintian : Lieutenant
- Raina Liu : Li Qing
- Johnny Cicco : Rizzetti
- Numan Acar : Najid

 Source et légende : version française (VF) sur RS Doublage ; version québécoise (VQ) sur Doublage.qc.ca

## Production

### Tournage
Le tournage a eu lieu à Qingdao (dans la province de Shandong) et également en Nouvelle-Zélande.
C'est, à l'époque du tournage, le film le plus cher à être tourné sur le sol chinois, avec un budget d'environ 135 millions de dollars US,.

## Accueil

### Accueil critique
L'accueil critique est moyen : en France, le site Allociné propose une note moyenne de 2,5⁄5 à partir de l'interprétation de critiques provenant de 17 titres de presse, Metacritic donne au film une moyenne agrégée de 42⁄100 pour 40 critiques et Rotten Tomatoes un score de 36 % d'opinions favorables pour 230 critiques.

### Box-office
- France : 836 901 entrées[10]
- Monde : $334,933,831[11]